# Angelo Bratsis
Angelo Bratsis (Massachusetts, 1942. január 24. – 2021. május 1.) amerikai nemzetközi labdarúgó-játékvezető, sportvezető.	

## Pályafutása
Játékvezetésből 1965-ben Bostonban vizsgázott. Massachusetts államban ekkor, összesen 18 bíró volt regisztrálva. A Dél-New Englandi labdarúgó-szövetség által üzemeltetett portugál bajnokságában kezdte szolgálatát. Majd a Providence és Connecticut labdarúgó-bajnokságban folytatta. Az NASL Játékvezető Bizottságának (JB) minősítésével 1974-től az MLS játékvezetője. A nemzeti játékvezetéstől 1991-ben visszavonult.
Az Amerikai labdarúgó-szövetség JB terjesztette fel nemzetközi játékvezetőnek, a Nemzetközi Labdarúgó-szövetség (FIFA) 1980-tól tartotta nyilván bírói keretében. A FIFA JB központi nyelvei közül az angolt beszéli. Több nemzetek közötti válogatott (Labdarúgó-világbajnokság), valamint klubmérkőzést vezetett, vagy működő társának partbíróként segített. A nemzetközi játékvezetéstől 1991-ben búcsúzott. 12 országban, négy kontinensen több mint 100 nemzetközi mérkőzésen (játékvezető, partbíró) tevékenykedett..
Az 1985-ös U16-os labdarúgó-világbajnokságon a FIFA JB bíróként alkalmazta.
| Időpont            | Helyszín               | Mérkőzés típusa              | Mérkőzés                                          | Eredmény | Nézők száma |
| ------------------ | ---------------------- | ---------------------------- | ------------------------------------------------- | -------- | ----------- |
| 1985. július 31.   | Városi Stadion, Talien | csoportmérkőzés (C. csoport) | Nigéria–Olaszország                               | 1 – 0    | 33 000      |
| 1985. augusztus 2. | Városi Stadion, Talien | csoportmérkőzés (C. csoport) | Szaúd-Arábia–Nigériai U17-es labdarúgó-válogatott | 0 – 0    | 36 000      |

Az 1986-os labdarúgó-világbajnokságon és az 1990-es labdarúgó-világbajnokságon a FIFA JB bíróként alkalmazta. Selejtező mérkőzéseket a CONCACAF zónában vezetett.
| Időpont           | Helyszín                        | Mérkőzés típusa                     | Mérkőzés                                | Eredmény |
| ----------------- | ------------------------------- | ----------------------------------- | --------------------------------------- | -------- |
| 1985. április 13. | BMO Field Stadion, Ottawa       | (1986 vb) előselejtező (2. csoport) | Kanada–Haiti                            | 2 – 0    |
| 1988. október 9.  | Nemzeti Stadion, Guatemalaváros | (1990 vb) előselejtező (2. forduló) | Guatemala– Kanadai labdarúgó-válogatott | 1 – 0    |

Nemzetközi küldéssel részese volt az 1983-as Dél-koreai Elnöki-kupa (Korean President's Cup National Football Tournament) labdarúgó-tornának. Megbízást kapott, hogy Hollandiában a katonai válogatottak világtornáján közreműködjön.
Aktív pályafutását befejezve az Országos Bírói Bizottság tagjaként, a National Director of Assessment elnökeként, illetve a CONCACAF JB keretében nemzetközi ellenőrként szolgál. 1993-ban a nemzetközi játékvezetés hírnevének erősítése, hazájában 10 éve a legmagasabb Ligában (osztályban) folyamatosan tevékenykedő, eredményes pályafutása elismeréseként, a FIFA JB felterjesztésére az 1965-ben alapított International Referee Special Award címmel és oklevéllel tüntette ki. A massachusettsi Sport Hírességek Csarnokában és a New England Futball Hírességek Csarnokában emléktáblát kapott, valamint kitüntették az (National Soccer Hall of Fame) Eddie Pearson díjjal.